# Collection des moralistes anciens

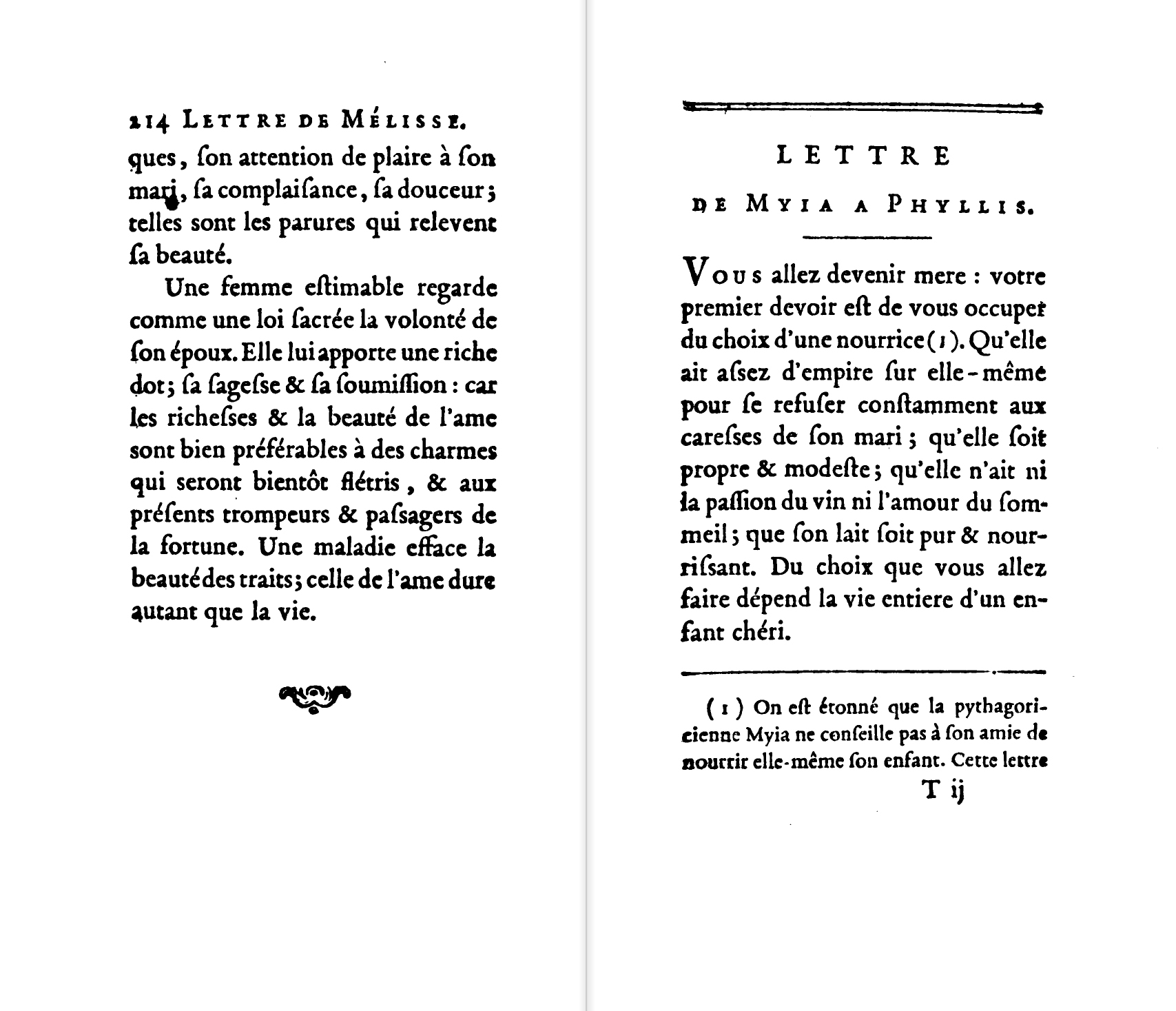
Seite aus Band 10 (Brief der Myia an Phyllis)

Die Collection des moralistes anciens (französisch; „Sammlung alter Moralisten“) ist eine dem damaligen französischen König – d. h. Ludwig XVI. (1754–1793), dem  letzten König des Ancien Régime – gewidmete französische Buchreihe alter Moralisten („dediée au Roi“), die von 1782 bis 1795 in Paris („chez Didot l'aîné, et De Bure l'aîné“) erschien, zunächst von 1782 bis 1785. In den Jahren 1794–1795 erschienen dann  – der König war inzwischen hingerichtet worden – noch vier weitere Bände. Von der Buchreihe erschienen also insgesamt achtzehn Bände.
Die Reihe umfasst Epiktet, Konfuzius, verschiedene chinesische Autoren, Isokrates, Seneca, Cicero, Theophrastos von Eresos, Menander, Sokrates (nach Xenophon), Theognis, Phokylides, Pythagoras, griechische Weise, Jesus Christus und Apostel, Apophthegma der Lakedaimonier (aus Plutarch), Plutarch, Leben und Apophthegma der griechischen Philosophen.
Mitwirkende Übersetzer waren Jacques-André Naigeon (1738–1810), Pierre-Charles Levesque (1736–1812) und Athanase Auger (1734–1792).
Die Übersetzungen entstammen nicht immer direkt den antiken Originalsprachen, beispielsweise wird von Pierre-Charles Levesque in dem Band zu den verschiedenen chinesischen Autoren (Pensées morales de divers auteurs chinois) aus dem Lateinischen und Russischen übersetzt.

## Übersicht
- 1. Manuel d‘Épictète traduit par M. N. 1782.
- 2. Pensées morales de Confucius. 1782.
- 3. Pensées morales de divers auteurs chinois. 1782. Digitalisat (Auszug)
- 4. Pensées morales d’Isocrate. 1782.
- 5. Discours préliminaire pour servir d introduction à la morale de Séneque. 1782.
- 6. Morale de Séneque, T.1. 1782.
- 7. Morale de Séneque, T.2. 1782.
- 8. Pensées morales de Cicéron. 1782.
- 9. Caracteres de Théophraste, et pensées morales de Ménadre. Traduits par Levesque. 1782.
- 10. Les entretiens mémorables de Socrate, traduits du grec de Xenophon par Levesque. T. 1. 1782.
- 11. Les entretiens mémorables de Socrate. T. 2. 1783.
- 12. Sentences de Théognis, de Phocylide, de Pythagore, et des sages de la grece. 1783.
- 13. Morale de Jésus-Christ et des Apôtres. T. 1. 1785.
- 14. Morale de Jésus-Christ et des Apôtres. 1785.
- 15. Apophthegmes des Lacédémoniens. 1794 Digitalisat
- 16. Pensées Morales de Plutarque. T. 1. 1794
- 17. Pensées Morales de Plutarque. T. 2.
- 18. Vies et Apophthegmes des Philosophes Grecs. 1795